# Mercedes-Benz OM 138
Der Mercedes-Benz OM 138 ist ein von Ende 1935 bis 1940 insgesamt 5719-mal gebauter Vierzylinder-Dieselmotor der Daimler-Benz AG und der erste Dieselmotor, der speziell für den Einsatz in einem Pkw entwickelt wurde. Das Kürzel „OM“ bedeutet „Oel-Motor“, d. h. ein Motor, der mit Leichtöl/Diesel betrieben wird. Es wird bis heute für die Dieselmotoren der Daimler AG verwendet. Das erste mit dem OM 138 ausgerüstete Fahrzeug ist der Mercedes-Benz W 138. Außer im Pkw wurde der OM 138 auch in den leichten Nutzfahrzeugen L 1100 und L 1500 einschließlich des Omnibusmodells O 1500 eingesetzt. Unter der Bezeichnung BOM 138 wurde der Motor als Bootsantrieb angeboten.

## Bedeutung
Die Daimler-Benz AG baute ab 1928 den Sechszylinder-Dieselmotor OM 5 für Lastkraftwagen in Serie. Mit technischen Verbesserungen konnte die Drehzahl gesteigert werden, was eine Übernahme des Dieselmotors in einen Pkw ermöglichte. Die Motivation für den Schritt war die Wirtschaftlichkeit. Während der Dieselmotor OM 138 im Mercedes-Benz W 138 etwa 10 Liter auf 100 km verbrauchte, benötigte der Ottomotor des verwandten Mercedes-Benz W 21 13 Liter. Da zudem Dieselkraftstoff deutlich günstiger als Benzin war, setzte sich der Mercedes-Benz W 138 mit Dieselmotor vor allem bei vielfahrenden Taxis durch.
Obwohl der OM 138 als Pkw-Motor entwickelt wurde, gelangten von den insgesamt ca. 5700 gebauten Exemplaren mit 3752 etwa zwei Drittel der gebauten Motoren in die Nutzfahrzeugproduktion. Im Pkw-Modell W 138 wurde der OM 138 lediglich 1967-mal eingebaut. Zwar begann mit ihm die Produktion von Pkw-Dieselmotoren bei der Daimler-Benz AG, auf dem Gesamt-Automobilmarkt gab es jedoch weiterhin kaum Personenkraftwagen mit diesem Antrieb. Das änderte sich erst gegen Ende der 1970er-Jahre mit der Einführung der Baureihe EA 827 des Volkswagenkonzerns.

## Entwicklung

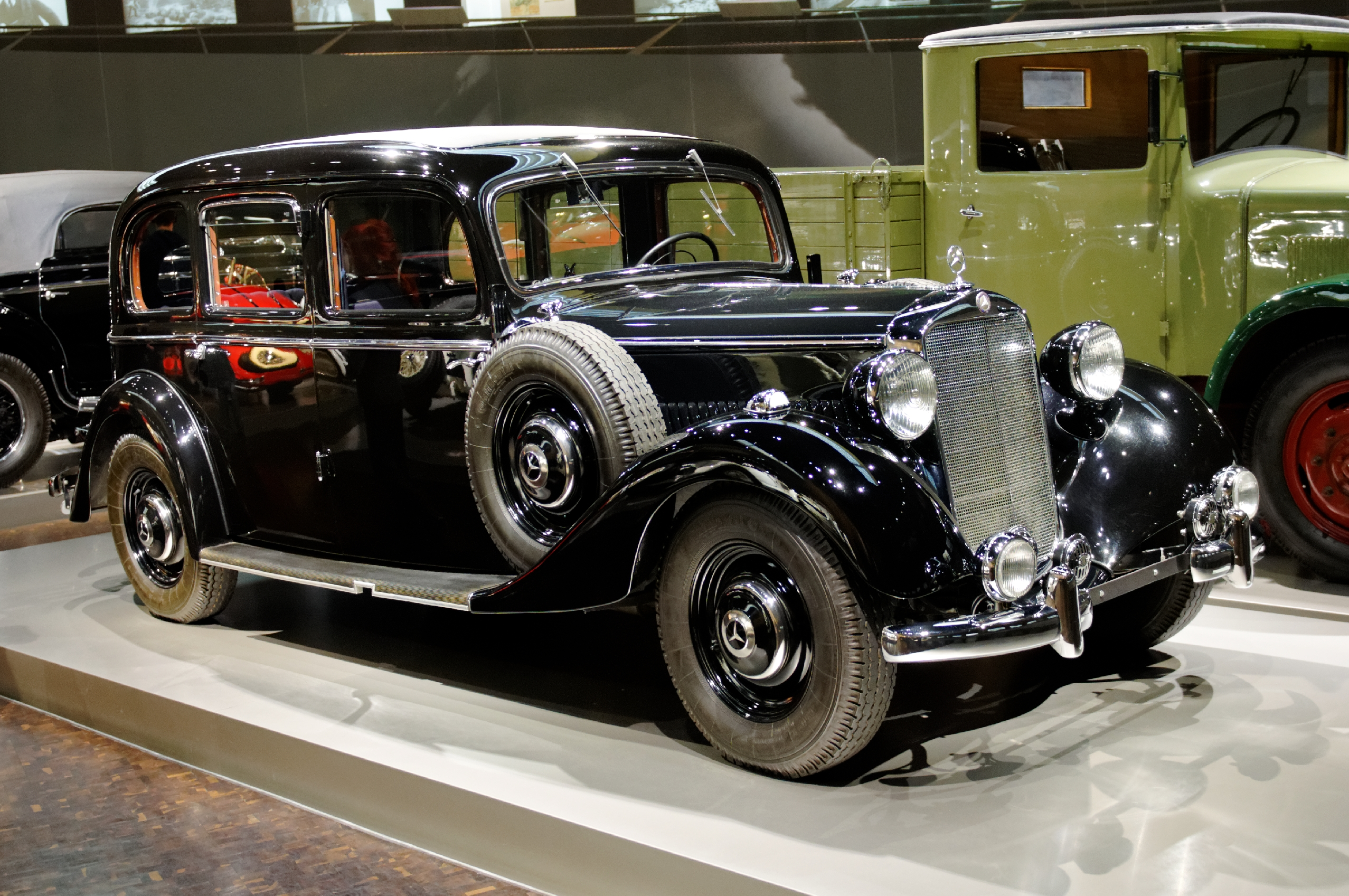
Der W 138 wurde mit dem dafür entwickelten OM 138 ausgerüstet.

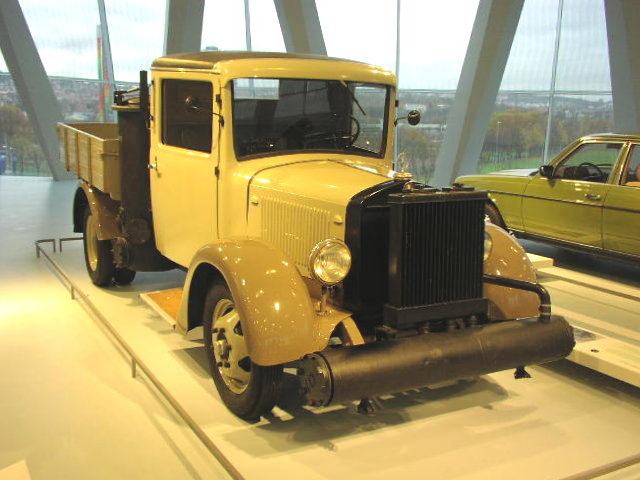
Ebenfalls mit dem OM 138 ausgerüstet: Die leichten Lkw L 1100 und L 1500. Das im Bild gezeigte Fahrzeug hat allerdings eine Holzgasanlage und dementsprechend einen Ottomotor.

Die Entwicklung eines Dieselmotors für Pkw begann bei Mercedes-Benz im Herbst 1933. Erste Versuche wurden mit einem 3,8-Liter-Sechszylinder-Nutzfahrzeug-Aggregat unternommen, das eine Nennleistung von 80 PS (59 kW) entwickelte. Dieser Motor verursachte jedoch in Versuchs-Pkw-Fahrgestellen zu große Schwingungen, sodass ein leistungsschwächerer Motor angestrebt wurde. Zunächst wurden komplett neue Motoren entwickelt, unter anderem der OM 134, ein wassergekühlter Reihendreizylinderdieselmotor mit 30 PS (22 kW) und der OM 141, ein Vierzylinderdieselmotor mit 35 PS (26 kW). Die Versuche mit diesen Motoren waren jedoch nicht zufriedenstellend, sodass wieder auf das Konzept des Nutzfahrzeugmotors zurückgegriffen wurde, um einen passenden Motor zu entwickeln. Unter Beibehaltung von Bohrung und Hub wurde das Ende 1934  durch Verringerung der Zylinderanzahl auf nur noch vier erreicht. Im Jahr 1935 war der Motor schließlich zur Serienreife gebracht, anfängliche Probleme wie starke Abgasbildung und unruhiger Motorlauf wurden behoben.
Der Konstrukteur des Motors war Albert Heeß, der auch die Motoren für die Mercedes-Silberpfeile entwickelte.

## Technik
Der OM 138 ist ein freisaugender Reihenvierzylinder-Viertakt-Dieselmotor mit Vorkammereinspritzung, Druckumlaufschmierung, OHV-Ventilsteuerung und Wasserkühlung. Sein Hubraum beträgt 2,54 Liter. Bei einer Zylinderbohrung von 90 mm und einem Kolbenhub von 100 mm ist der Motor als Schnellläufer konzipiert, der seine Nennleistung von 45 PS (33 kW) bei einer Drehzahl von 3000 min−1 als Pkw-Motor beziehungsweise 2800 min−1 als Lkw-Motor erreicht.

### Kurbelgehäuse
Das Kurbelgehäuse des OM 138 besteht aus zwei Teilen, dem Unterteil mit den unteren Kurbelwellenlagerhälften und dem Oberteil mit Zylinderbank und Nockenwelle. Ober- und Unterteil sind auf Höhe der horizontalen Kurbelwellenmitte mit Stiftschrauben verbunden. Das innen durch Querrippen versteifte Unterteil ist aus Leichtmetall, der Getriebeflansch ist daran angegossen. Das Oberteil ist aus Grauguss, es reicht von der Kurbelwelle bis zum Zylinderkopf. An der Motorvorderseite ist am Kurbelgehäuseoberteil unten eine Ausbuchtung ausgebildet, in der die untenliegende Nockenwelle läuft; die Nockenwelle wird über ein Stirnradpaar ohne Zwischenrad von der Kurbelwelle angetrieben. Die Nockenwelle ist fünffach gelagert und durch einen Deckel in der Ausbuchtung zugänglich. Des Weiteren sind Halterungen für Anlasser, Lichtmaschine und Einspritzpumpe an das Kurbelgehäuse angegossen. Die Lager der Kurbel- und Nockenwelle werden von einer in das Kurbelgehäuse gebohrten Ölleitung aus geschmiert.

### Kolben und Kraftübertragung
Die Kolben sind aus Leichtmetall, haben drei Kompressionsringe und einen Ölabstreifring. Sie übertragen die Kraft auf Pleuel mit I-förmigem Schaft aus Vergütungsstahl, die Lagerschalen der Pleuel sind aus Bleibronze hergestellt und mit einem Stift gegen Verdrehen gesichert. Für die Schmierung der Pleuelbuchsen ist im Schaft der Pleuel ein Ölrohr angebracht. Die fünffach gelagerte Kurbelwelle ist mit Gegengewichten an den Kurbelwangen zur Entlastung der Kurbelwellenlager versehen und hat gehärtete Lagerzapfen. Die Pleuelzapfen sind hohlgebohrt. Die Lagerdeckel der Kurbelwelle sind mit je zwei Stiftschrauben befestigt. Das Schwungrad ist an die Kurbelwelle angeflanscht. Auf der gegenüberliegenden Seite ist am Kurbelgehäuse ein Schwingungsdämpfer angebracht.

### Zylinderkopf
Der OM 138 hat einen einteiligen Zylinderkopf. Hauptbestandteil sind die um ca. 45° zum Brennraum geneigten und exzentrisch aus dem Zylinderkopf herausgeführten Vorkammern, in die der Kraftstoff eingespritzt wird. Zwischen Hauptbrennraum und Vorkammer ist ein für Mercedes-Benz-Vorkammerdieselmotoren üblicher Zerstäubungseinsatz eingesetzt. Die Einspritzdüsen befinden sich in den Vorkammern im Zylinderkopf und sind von außen leicht zugänglich, Gleiches gilt für die Glühkerzen unten schräg an den Vorkammern. Die bei einem OHV-Motor üblichen Stoßstangen für den Ventiltrieb sind beim OM 138 auf der Vorkammerseite durch den Zylinderkopf geführt. Die Abgas- und Ansaugkanäle liegen den Stoßstangen gegenüber, wobei der Ansaugkanal in der oberen Fläche des Zylinderkopfes untergebracht ist. Die angesaugte Luft gelangt über den Ansaugkrümmer in der längsgeteilten Zylinderkopfhaube in den Motor. Die Zylinderkopfhaube wird von vier Muttern auf dem Zylinderkopf gehalten.

### Ventiltrieb und Motorsteuerung
Die Nockenwelle im Kurbelgehäuse ist an ihrer Vorderseite flanschförmig ausgebildet, um ihr Antriebsrad aufzunehmen. Zwischen dem Flansch und dem Antriebsrad ist ein weiteres Zahnrad angebracht, das die Einspritzpumpe antreibt. In der Mitte der Nockenwelle ist ein Antriebsrad für die Ölpumpe des Motors. Die im Zylinderkopf hängenden Ventile mit doppelten Ventilfedern, je Zylinder ein Ein- und ein Auslassventil gleicher Größe, werden über Pilzstößel mit Schraubenfedern zum Massenausgleich, Stoßstangen und Kipphebel von der Nockenwelle betätigt. Die in Bronzelagern auf dem Bock gelagerten Kipphebel sind an die Druckumlaufschmierung angeschlossen und werden mit Federn seitlich gegen den Bock gedrückt. Der Kraftstoff wird von einer Bosch-Reiheneinspritzpumpe Größe A zu den Einspritzdüsen gefördert, die über das erwähnte Zahnrad von der Nockenwelle aus über eine Kreuzscheibenkupplung angetrieben wird. Die Einspritzpumpe hat einen pneumatischen Regler.

### Schmierung und Nebenaggregate
Die Ölpumpe ist in der Mitte des Motors in der Ölwanne platziert und an das Kurbelgehäuse angeflanscht. Sie hat ein kurzes Saugrohr mit Ansaugtrichter und Sieb, um das Öl aus der Ölwanne abzusaugen und anschließend durch einen Spaltfilter der Hauptölleitung zuzuführen. Das Regelventil der Ölpumpe ist zur Einstellung des Öldruckes gut zugänglich. Die Wasserpumpe ist an der Stirnfläche des Motors in den Zylinderkopf eingebaut. Sie wird, wie auch die Lichtmaschine, von einem Keilriemen angetrieben, der durch Schwenken der Lichtmaschine nachgespannt wird. Auf der Welle der Wasserpumpe ist das Lüfterrad montiert.

## Technische Daten
| Kenngrößen                                   | OM 138                                                              |
| -------------------------------------------- | ------------------------------------------------------------------- |
| Motorbauform                                 | Vierzylinder-Reihenmotor                                            |
| Funktionsprinzip                             | Diesel                                                              |
| Gemischaufbereitung                          | Vorkammereinspritzung                                               |
| Ventilsteuerung                              | OHV-Ventilsteuerung, 1 × Einlass-, 1 × Auslassventil                |
| Bohrung × Hub                                | 90 × 100 mm                                                         |
| Hubraum                                      | 2545 cm³                                                            |
| Nenndrehzahl                                 | Pkw-Motoren: 3000 min−1 Lkw-Motoren: 2800 min−1                     |
| Nennleistung bei Nenndrehzahl                | 45 PS (33 kW)                                                       |
| Drehmoment bei Nenndrehzahl                  | Pkw-Motoren: 105 N·m (10,7 kp·m) Lkw-Motoren: 112,9 N·m (11,5 kp·m) |
| Mittlerer Arbeitsdruck                       | 5,2 bar                                                             |
| Verdichtungsverhältnis                       | 20,5 : 1                                                            |
| Ölinhalt                                     | 5 l                                                                 |
| Masse                                        | 300 kg                                                              |
| Hubraumleistung                              | 13 kW/l                                                             |
| Kraftstoffverbrauch (im Mercedes-Benz W 138) | 10–11 l Dieselöl / 100 km                                           |